# Zgornje Gorje
Zgornje Gorje je naselje u slovenskoj Općini Gorju. Zgornje Gorje se nalazi u pokrajini Gorenjskoj i statističkoj regiji Gorenjskoj. 

## Stanovništvo
Prema popisu stanovništva iz 2002. godine naselje je imalo 2,917 stanovnika.